# Berkelplein

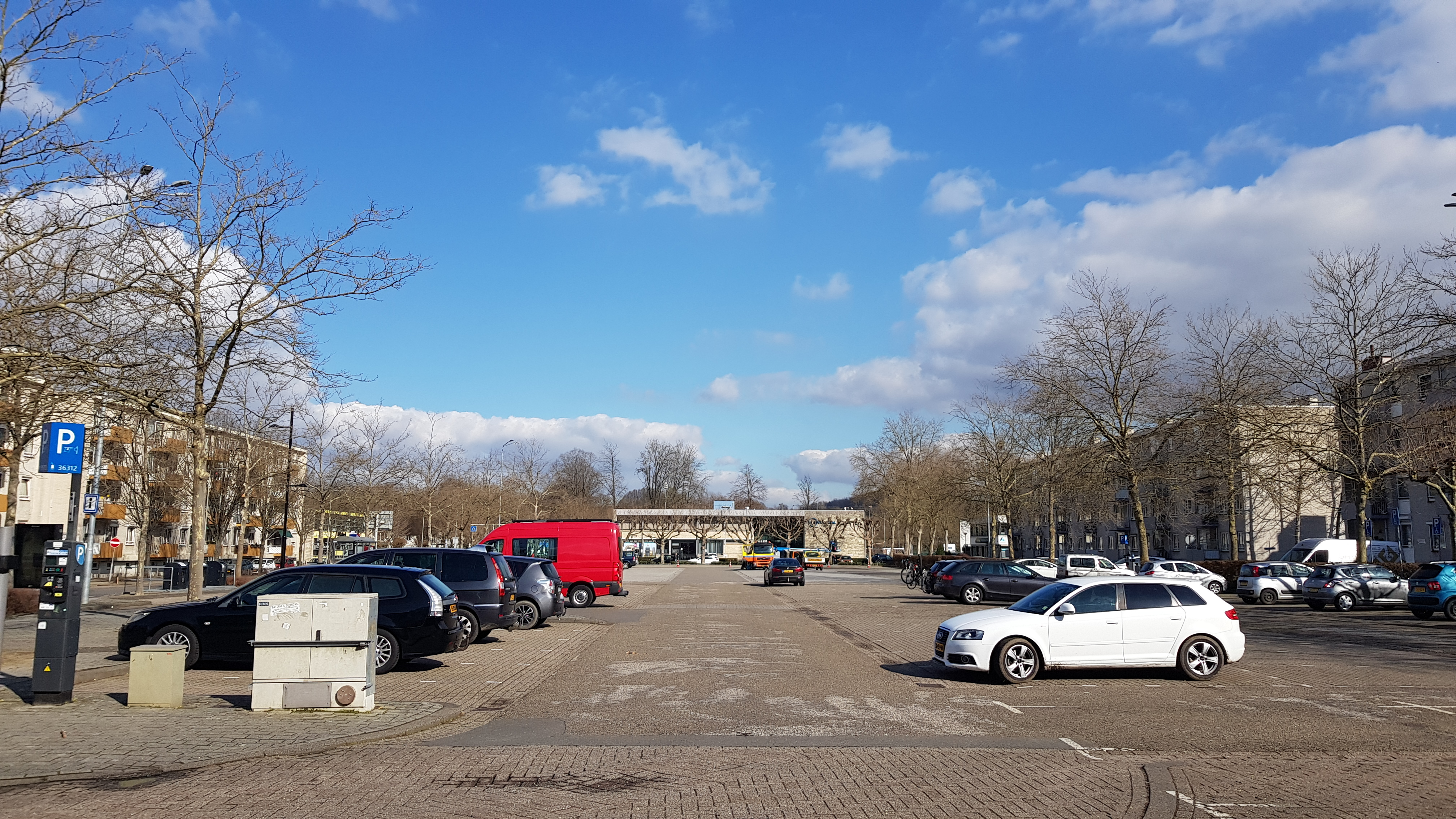
Het Berkelplein

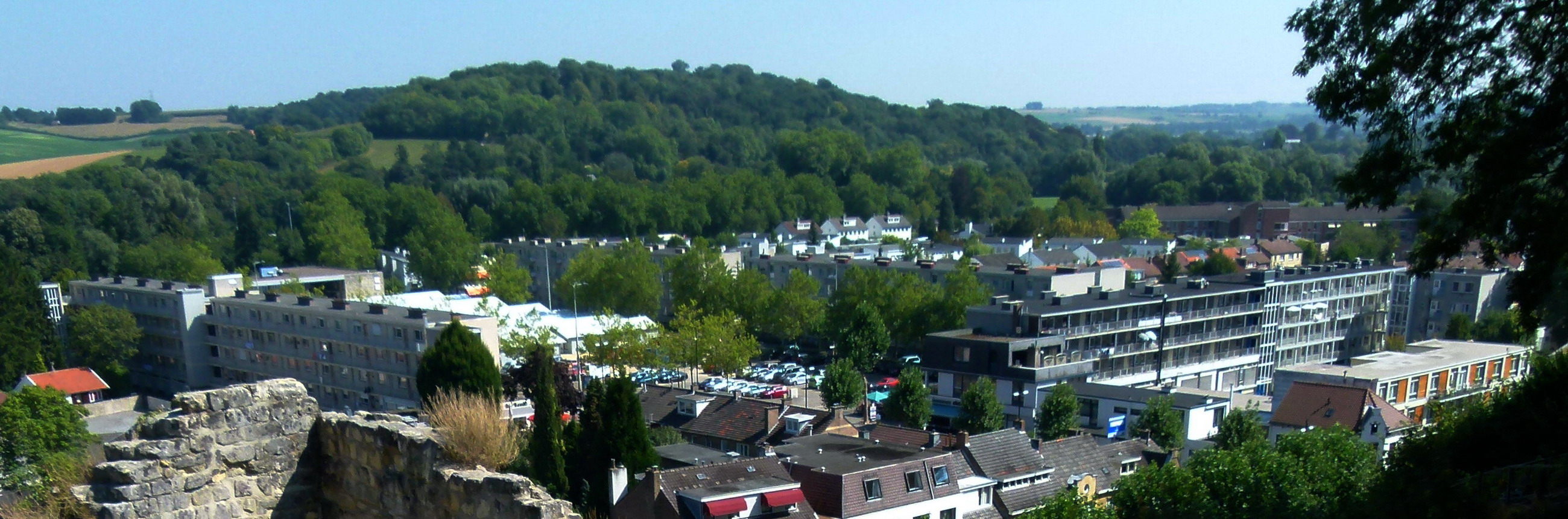
Zicht op het Berkelplein vanaf de kasteelruïne

Het Berkelplein is een plein in het stadje Valkenburg, gemeente Valkenburg aan de Geul, in de Nederlandse provincie Limburg. Het plein ligt ten zuidoosten net buiten de oude binnenstad in de wijk Neerhem.
Het plein ligt op ongeveer 150 meter ten oosten van de Berkelpoort, die genoemd is naar een zekere Heinric van Birckelaer, eigenaar van het leengoed Nederheim (tegenwoordig Neerhem) en wonende op kasteel Den Halder. Ongeveer op de plek van het Berkelplein lag tot de 17e eeuw de oostelijke stadsgracht, die ter plekke de naam Berkelwijer droeg. Het Middelnederlandse 'wijer' betekent vijver of poel (zie ook Wijer (watermolen)).
Het Berkelplein werd omstreeks 1955 aangelegd als onderdeel van een uitbreidingsplan. De bebouwing aan het plein is divers en typisch naoorlogs en bestaat uit galerijflats, eengezinswoningen, enkele winkels en horecagelegenheden, een bank- en een bibliotheekgebouw. Het Berkelplein is een ruim plein dat grotendeels is ingericht als parkeerterrein. In 2013 verrees een tijdelijk winkelcentrum op het plein, waarin een vijftal winkels uit het centrum zijn ondergebracht, die vanwege de sloop en herbouw van het Valkenburgse winkelhart niet op hun oude plek konden blijven.
Langs het plein loopt de provinciale weg 595 van Valkenburg naar Wittem, ter plekke Neerhem geheten. Iets verderop heet de straat Berkelstraat.